# Aire urbaine de Fleurance
L'aire urbaine de Fleurance est une aire urbaine française centrée sur la ville de Fleurance.

## Caractéristiques
D'après la définition qu'en donne l'INSEE en 2010, l'aire urbaine de Fleurance est composée de 2 communes, toutes situées dans le Gers.

Son pôle urbain est l'unité urbaine de Fleurance qui représente la commune de Fleurance.

### Communes
Liste des communes appartenant à l'aire urbaine de Fleurance selon la nouvelle délimitation de 2010 et sa population municipale en 2010 (liste établie par ordre alphabétique) :
| Nom       | Code Insee | Statut | Superficie (km2) | Population (dernière pop. légale) | Densité (hab./km2) |
| --------- | ---------- | ------ | ---------------- | --------------------------------- | ------------------ |
| Fleurance | 32132      |        | 43,32            | 6 130 (2022)                      | 142                |
| Urdens    | 32457      |        | 7,77             | 267 (2022)                        | 34                 |

## Évolution démographique
L'évolution démographique ci-dessous concerne l'aire urbaine selon le périmètre défini en 2010.
| 1968  | 1975  | 1982  | 1990  | 1999  | 2009  | 2014  | 2015 |
| ----- | ----- | ----- | ----- | ----- | ----- | ----- | ---- |
| 5 294 | 5 995 | 6 276 | 6 566 | 6 454 | 6 598 | 6 571 | -    |